# Карта изображений
Карта изображений (англ. image map, иногда сенсорная карта или графическая карта) — это графический объект языка разметки HTML, связанный с изображением и содержащий специальные области (активные зоны), при нажатии на которые происходит переход по определённому URL (при помощи javascript можно установить другие действия). Использование карт изображений позволяет хранить несколько ссылок в одном изображении.

## Использование
Для добавления карты изображений на веб-страницу используется парный HTML-тег <map>, в атрибуте "name" которого указывается уникальный в пределах документа идентификатор карты. Внутрь него добавляются непарные теги <area>, каждый из которых описывает одну активную зону. Затем в тег <img>, который необходимо связать с картой, добавляется атрибут usemap, содержащий имя привязываемой карты. Значение атрибута должно начинаться со знака решётки. При этом в теге <img> должны быть явно указаны размеры изображения.

## Параметры (атрибуты) тега

### map
- name — идентификатор карты изображений. Уникален в пределах документа. В XHTML атрибут name считается устаревшим, и вместо него предлагается использовать атрибут id .

### area
- shape — форма контура активной области. Допустимые значения: 
  - circle (окружность),
  - rect (прямоугольник),
  - poly (полигон (здесь в значении "многоугольник" от англ. < греч. polygon "многоугольник")).
- alt — альтернативный текст области. Служит комментарием для ссылки,  На экран в обычной ситуации не выводится, если доступен вывод на экран самого изображения (что бывает затруднено или недоступно при плохом соединении с интернетом). Но текст этого тега необходиим для понимания того, что изображено, пользователям с нарушениями зрения, которым текст этого тега озвучат программы чтения с экрана.
- title (англ. "название") — позволяет задать всплывающую подсказку для активной области.
- coords — координаты активной области. Координаты отсчитываются в пикселях от левого верхнего угла изображения, которому соответствует значение "0,0". Первое число является координатой по горизонтали, второе — по вертикали. Список координат зависит от формы области:

- Для окружности задаются координаты центра круга и радиус:

<area coords="x,y,r">

- Для прямоугольника — координаты левого верхнего и правого нижнего угла:

<area coords="x1,y1,x2,y2">

- Для полигона задаются координаты его вершин:

<area coords="x1,y1,x2,y2,…,xN,yN">

При этом, чтобы замкнуть многоугольник, первая и последняя пары координат X и Y должны быть одинаковыми. Если эти значения не одинаковы, браузер должен вычислить дополнительную пару координат, чтобы замкнуть многоугольник.
- href — Определяет адрес ссылки для области. Правила записи такие же, как и для тега <А>.

## Примеры
Ниже приведён код, создающий карту изображений и привязывающий её к изображению:
```
<
html
>

    
<
body
>

        
<
img
 
width
=
"500"
 
height
=
"200"
 
usemap
=
"#somemap"
 
src
=
"upload.wikimedia.org/wikipedia/commons/e/e0/Figures_for_imagemap.png"
>

        
<
map
 
name
=
"somemap"
>

            
<
area
 
shape
=
"rect"
 
coords
=
"6, 7, 140, 196"
 
href
=
"ru.wikipedia.org/wiki/Прямоугольник"
>

            
<
area
 
shape
=
"circle"
 
coords
=
"239, 98, 92"
 
href
=
"ru.wikipedia.org/wiki/Круг"
>

            
<
area
 
shape
=
"poly"
 
coords
=
"386, 16, 344, 56, 350, 189, 385, 132, 489, 190, 496, 74"
 
href
=
"ru.wikipedia.org/wiki/Многоугольник"
>

        
</
map
>

    
</
body
>

</
html
>

```

В результате получится следующее (активные зоны расположены над изображениями фигур):

## Преимущества и недостатки

### Преимущества
1. Карты позволяют задать любую форму области ссылки. Учитывая, что компьютерные изображения по своей природе прямоугольны, сделать графическую ссылку сложной формы, например для указания географического района, без карт-изображений не представляется возможным.
2. С одним файлом удобнее работать — не приходится заботиться о состыковке отдельных фрагментов.

### Недостатки
1. Нельзя установить альтернативный текст для отдельных областей. Альтернативный текст позволяет получить текстовую информацию о рисунке при отключенной в браузере загрузке изображений. Если отключить просмотр изображений, то в итоге увидим лишь один пустой прямоугольник.
2. При сложной форме области ссылки увеличивается объем кода HTML. Контур состоит из набора прямых отрезков, для каждой точки которого следует задать две координаты, а общее количество таких точек может быть достаточно велико. Сложные формы являются частным случаем и применяются достаточно редко.
3. С картами-изображениями нельзя сделать разные эффекты, которые доступны при разрезании одного рисунка на фрагменты: эффект перекатывания, частичная анимация, индивидуальная оптимизация картинок для их быстрой загрузки и т.д.

### Онлайн сервисы создания и редактирования карт  изображений
- HTML Map generator
- Map area по изображению
- Easy Imagemap Generator
- Online Image Map Editor